# Aubusson
Aubusson (okcitansko Lo Buçon) je naselje in občina v osrednji francoski regiji Limousin, podprefektura departmaja Creuse. Leta 2007 je naselje imelo 4.181 prebivalcev.

## Geografija
Kraj leži v pokrajini Marche ob sotočju rek Creuse in Beauze, 40 km jugovzhodno od Guéreta.

## Uprava
Aubusson je sedež istoimenskega kantona, v katerega so poleg njegove vključene še občine Alleyrat, Blessac, Néoux, Saint-Alpinien, Saint-Amand, Saint-Avit-de-Tardes, Saint-Maixant, Saint-Marc-à-Frongier in Saint-Pardoux-le-Neuf s 7.407 prebivalci.
Naselje je prav tako sedež okrožja, v katerem se nahajajo kantoni Aubusson, Auzances, Bellegarde-en-Marche, Chambon-sur-Voueize, Chénérailles, La Courtine, Crocq, Évaux-les-Bains, Felletin, Gentioux-Pigerolles, Royère-de-Vassivière in Saint-Sulpice-les-Champs z 39.993 prebivalci.

## Zgodovina
Aubusson je bil v srednjem središče viskonta, okoli leta 1265 prodan grofiji Marche.

## Zanimivosti
Aubusson je znan po svojih tapiserijah in preprogah. Njihova izdelava se je začela s prihodom flandrijskih tkalcev, ki so našli pribežališče v kraju okoli leta 1580. Danes se v njem nahaja Musée Départemental de la Tapisserie, ustanovljen 1981, z zbirko tapiserij in preprog iz 17. do 19. stoletja. 
- cerkev sv. Križa,
- kulturni center Jean Lurçat,
- urni stolp,
- ruševine gradu viskontov Aubussona,
- most Pont de la Terrade, prvotno zgrajen iz lesa.

## Pobratena mesta
- Eguisheim (Haut-Rhin, Francija).